# (26940) Quintero
(26940) Quintero est un astéroïde de la ceinture principale.

## Description
(26940) Quintero est un astéroïde de la ceinture principale. Il fut découvert le 2 avril 1997 à Socorro (Nouveau-Mexique) par le projet LINEAR. Il présente une orbite caractérisée par un demi-grand axe de 2,25 UA, une excentricité de 0,14 et une inclinaison de 8,6° par rapport à l'écliptique.

## Compléments